# Чарноцин (Свентокшиське воєводство)
Чарноцин (пол. Czarnocin) — село в Польщі, у гміні Чарноцин Казімерського повіту Свентокшиського воєводства.
Населення — 382 особи (2011).
У 1975-1998 роках село належало до Келецького воєводства.

## Демографія
Демографічна структура на день 31 березня 2011 року:
|          | Загалом | Допрацездатний вік | Працездатний вік | Постпрацездатний вік |
| -------- | ------- | ------------------ | ---------------- | -------------------- |
| Чоловіки | 193     | 32                 | 130              | 31                   |
| Жінки    | 189     | 29                 | 100              | 60                   |
| Разом    | 382     | 61                 | 230              | 91                   |